# Sina Bio Gounou Idrissou
Sina Bio Gounou Idrissou est une personnalité politique du Bénin. Plusieurs fois ministre, il est aussi député de la 8e législature du Bénin.

## Biographie

### Carrière et vie politique
Sina Bio Gounou entre au gouvernement de Boni Yayi le 9 janvier 2007 au poste de ministre de la réforme administrative et institutionnelle. Il maintient son poste lors du remaniement du 18 juin 2007,, mais le perd le 22 octobre 2008 lors d'une énième remaniement au profit de Joseph Ahanhanzo. Il est nommé dans la foulée par décret N° 2012-044 du 19 mars 2012, conseiller spécial à l'Aménagement du Territoire du Président de la République.
Il est élu député sur la liste de l'Union progressiste lors des élections législatives du 28 avril 2019,,.
Hormis cela, il est directeur général de la Société Nationale pour la Promotion Agricole.

## Reconnaissances
Le vendredi 14 janvier 2022, il est fait grand officier de l’Ordre national du Bénin,,.